# 木内厚子
木内厚子（きうち あつこ 1971年9月 - ）は、日本の建築家。
長野県生まれ。1994年、日本大学理工学部海洋建築工学科卒業。1997年、東京藝術大学大学院美術研究科建築専攻修士課程修了。藤木忠善に師事。修了後は佐藤光彦建築設計事務所と飯田善彦建築工房を経て、2003年スタジオエイト一級建築士事務所を設立。2008年からは、母校日本大学理工学部海洋建築工学科の非常勤講師をつとめる。
2004年9月、第5回TILE DESIGN CONTEST入賞。2010年8月、座ってみたい北の創作椅子展入賞。
主な作品に、久留和海岸の住宅（2004年）、南伊豆のセカンドハウス（2006年）などがある。